# Episodi de L'uomo da sei milioni di dollari (seconda stagione)
La seconda stagione della serie televisiva L'uomo da sei milioni di dollari, composta da 22 episodi, è stata trasmessa sul canale televisivo statunitense ABC dal 13 settembre 1974 al 27 aprile 1975.
| nº | Titolo originale             | Titolo italiano               | Prima TV USA      |
| -- | ---------------------------- | ----------------------------- | ----------------- |
| 1  | Nuclear Alert                | Allarme nucleare              | 13 settembre 1974 |
| 2  | The Pioneers                 | I pionieri                    | 20 settembre 1974 |
| 3  | Pilot Error                  | L'errore del pilota           | 27 settembre 1974 |
| 4  | The Pal-Mir Escort           | Una scorta per il ministro    | 4 ottobre 1974    |
| 5  | The Seven Million Dollar Man | Il secondo uomo bionico       | 1º novembre 1974  |
| 6  | Straight on 'til Morning     | Una donna di un altro pianeta | 8 novembre 1974   |
| 7  | The Midas Touch              | Un nemico fraterno            | 15 novembre 1974  |
| 8  | The Deadly Replay            | Sabotaggio                    | 22 novembre 1974  |
| 9  | Act of Piracy                | Un atto di pirateria          | 29 novembre 1974  |
| 10 | Stranger in Broken Fork      | Gli amici di Angie            | 13 dicembre 1974  |
| 11 | The Peeping Blonde           | Una specie di ricatto         | 20 dicembre 1974  |
| 12 | The Cross-Country Kidnap     | Corsa a ostacoli              | 10 gennaio 1975   |
| 13 | Lost Love                    | Un amore di tanti anni fa     | 17 gennaio 1975   |
| 14 | The Last Kamikaze            | L'ultimo kamikaze             | 19 gennaio 1975   |
| 15 | Return of the Robot Maker    | Il ritorno del robot          | 26 gennaio 1975   |
| 16 | Taneha                       | Il puma dorato                | 2 febbraio 1975   |
| 17 | Look Alike                   | Uno strano incontro di boxe   | 23 febbraio 1975  |
| 18 | The ESP Spy                  | Percezione extrasensoriale    | 2 marzo 1975      |
| 19 | The Bionic Woman: Part 1     | La donna bionica - 1ª parte   | 16 marzo 1975     |
| 20 | The Bionic Woman: Part 2     | La donna bionica - 2ª parte   | 23 marzo 1975     |
| 21 | Outrage in Balinderry        | L'ostaggio                    | 19 aprile 1975    |
| 22 | Steve Austin, Fugitive       | La vendetta                   | 27 aprile 1975    |